# Disclosure (filme)
Disclosure (bra: Assédio Sexual; prt: Revelação) é um filme estadunidense de 1994 dirigido por Barry Levinson, estrelado por Michael Douglas e Demi Moore. É baseado no livro de mesmo nome de Michael Crichton, que também é o produtor do filme. O livro foi lançado nas livrarias brasileiras com o título Revelação. O elenco também inclui Donald Sutherland, Rosemary Forsyth e Dennis Miller. Como em muitos dos filmes de Levinson como Diner (1982) e Liberty Heights (1999), Ralph Tabakin aparece, desta vez como um ascensorista.
O filme é uma combinação de mistério e suspense em um ambiente de escritório dentro da indústria de computadores em meados da década de 1990. O foco principal da história, da qual o filme e o livro levam seus títulos, é a questão do assédio sexual e sua estrutura de poder. O título faz referência a exigência empresarial da lei americana para que empresas com ações em bolsas de valores (capital aberto) divulguem informações ao mercado, buscando maior ética e transparência nos negócios (um dos sub-temas do filme). O filme convida os espectadores a examinar criticamente temas como a facilidade com que as alegações de assédio sexual pode destruir uma carreira e se um padrão duplo existe quando tais alegações são cobradas por homens ou mulheres.
O filme recebeu críticas mistas dos críticos, mas foi um sucesso de bilheteria arrecadando US$ 214 milhões contra seu orçamento de US$ 50 milhões.
Disclosure é o terceiro filme de sucesso em que um personagem de Michael Douglas está sendo dominado e manipulado de alguma forma por uma mulher, sendo os outros dois Fatal Attraction em 1987 e Basic Instinct em 1992.
Em 2003, Demi Moore foi processada por assédio sexual e discriminação de um ex-empregado. A atriz foi acusada pelo veterinário Lawrence Bass, que cuidava da cadela da atriz, em seu rancho no estado de Idaho. Em um encontro ela teria começado a acariciar a perna do homem, até ir "mais e mais para cima", disse ele em entrevista ao jornal nova-iorquino Daily News. Ele recusou as investidas de Demi Moore, que teria ficado irritada. Bass, que também foi mordomo de Hugh Hefner, dono da Playboy, disse que houve um incidente semelhante em outra ocasião e que ele resolveu fazer uma reclamação em uma comissão de direitos humanos após ser demitido. O homem disse que se sentiu no filme Disclosure e exige uma indenização de quase US$ 200 mil. Na ocasião a atriz prometeu também processá-lo, por violar uma cláusula contratual de privacidade, porque ele deu a entrevista ao jornal. O pedido de indenização foi rejeitado pela justiça.
Em 2018, Michael Douglas também foi acusado de assédio sexual por uma ex-assistente, a autora e jornalista Susan Braudy. Braudy, uma ex-executiva do estúdio Warner Bros., trabalhou para a produtora de Douglas por três anos e acusa o ator de tê-la assediado verbalmente diversas vezes.

## Elenco
- Michael Douglas como Tom Sanders
- Demi Moore como Meredith Johnson
- Donald Sutherland como Bob Garvin
- Caroline Goodall como Susan Hendler
- Roma Maffia como Catherine Alvarez
- Dylan Baker como Philip Blackburn
- Rosemary Forsyth como Stephanie Kaplan
- Dennis Miller como Mark Lewyn
- Suzie Plakson como Mary Anne Hunter
- Nicholas Sadler como Don Cherry
- Jacqueline Kim como Cindy Chang
- Kate Williamson como juíza Barbara Murphy
- Donal Logue como Chance Geer
- Farrah Forke como Adele Lewyn
- Allan Rich como Ben Heller

## Produção
Michael Crichton vendeu os direitos do filme por US$ 1 milhão antes do romance ser publicado. Miloš Forman foi originalmente ligado a direção, mas deixou devido a diferenças criativas com Crichton. Barry Levinson e Alan J. Pakula estavam na disputa para assumir a direção do filme e Levinson foi contratado.
Annette Bening foi originalmente definida para interpretar Meredith até que ela ficou grávida e logo desistiu. Geena Davis e Michelle Pfeiffer foram, então, consideradas antes Levinson decidir escalar Demi Moore. No livro em que o filme é baseado, Meredith é loira.
Crichton escreveu o personagem Mark Lewyn do filme especificamente com Dennis Miller em mente. O personagem do livro foi um pouco modificado para o roteiro para se adequar a personalidade de Miller.
A sequência do corredor de realidade virtual foi projetada pela Industrial Light & Magic.

## Locação
O filme foi filmado em Seattle, Washington. A corporação fictícia DigiCom está localizada no bairro Pioneer Square, em um conjunto construído para o filme. O desenhista de produção Neil Spisak disse: "A DigiCom precisava ter uma aresta dura, com muito vidro e um visual moderno justapostos ao velho tijolo vermelho que é nativo da área da Pioneer Square em Seattle. Barry gostou da ideia de usar vidro que, onde quer que você olhasse, você veria os trabalhadores em seus escritórios ou pararia para conversar. Isso parecia se encaixar na sensação sinistra que Barry estava procurando, uma espécie de efeito Rear Window, onde você olha para as pessoas em seus espaços privados".
Também são mostrados a agência governamental Washington State Ferries, porque o personagem de Douglas vive em Bainbridge Island. Outros locais incluem o Washington Park Arboretum, o Volunteer Park, o Four Seasons Hotels and Resorts na University St., o Pike Place Market e o Smith Tower (escritório de advocacia de Alvarez). O diretor de fotografia era o diretor de fotografia britânico Tony Pierce-Roberts.

## Trilha sonora
A trilha sonora de Disclosure foi composta, orquestrada e conduzida por Ennio Morricone. A trilha sonora original foi lançada pela Virgin Records em 24 de janeiro de 1995.

### Listagem de faixas
1. "Serene Family" − 4:11
2. "An Unusual Approach" − 7:07
3. "With Energy and Decision" − 2:07
4. "Virtual Reality" − 6:24
5. "Preparation and Victory" − 4:04
6. "Disclosure" − 0:49
7. "Sad Family" − 1:29
8. "Unemployed!" − 1:10
9. "Sex and Computers" − 2:50
10. "Computers and Work" − 2:00
11. "Sex and Power" − 2:33
12. "Primeira Passacaglia" − 4:21
13. "Segunda Passacaglia" − 1:41
14. "Terceira Passacaglia" − 4:33
15. "Sex, Power and Computers" − 4:23[15]

## Recepção
O filme foi recebido com críticas em sua maioria mistos. Roger Ebert chamou de "basicamente uma plataforma de lançamento para as cenas de sexo" e deu-lhe apenas duas estrelas de um total possível 4. Por outro lado, Ian Nathan da Empire Magazine chamou de "realmente emocionante", afirmando ainda que "Demi Moore faz uma incrível femme fatale". Atualmente tem uma classificação de 5.9/10 no IMDb e 61% no Rotten Tomatoes.
Embora se reuniu com reações mistas, o filme foi um sucesso financeiro crescente, conseguindo recuperar 83 milhões de dólares em vendas de ingressos nos EUA e Canadá e um adicional de US$ 131 milhões em venda de ingressos em todo o mundo, para um total de 214 milhões de dólares em todo o mundo em um orçamento de cerca de US $55 milhões. O filme é considerado um dos filmes do diretor Barry Levinson de maior sucesso após seus sucessos iniciais com Good Morning, Vietnam e Rain Man, em 1987 e 1988, respectivamente.

## Prêmios e indicações
- ALFS Award de 1996
  - Paul Attanasio, o melhor escritor do ano por este filme e Quiz Show
- MTV Movie Awards de 1995
  - Demi Moore, indicada por melhor vilã
  - Demi Moore, indicada por mulher mais desejada